# Tortita (comida mexicana)

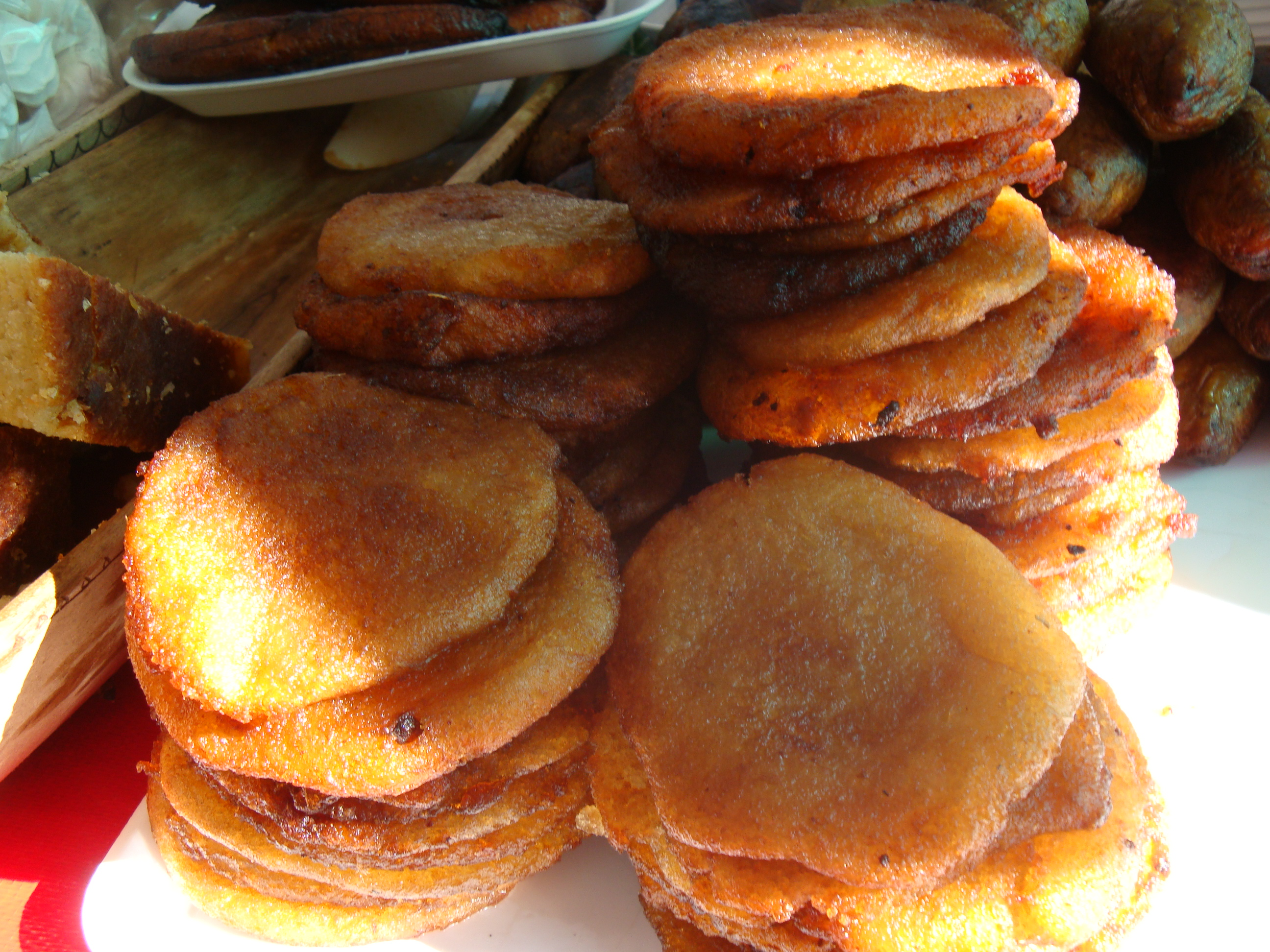
Tortitas de yuca de Tabasco.

En la cocina mexicana, las tortitas o tortas son una preparación culinaria que consiste en una porción de verdura, carne u otro alimento cocido, capeada con huevos batidos, moldeada en forma aplanada y circular, frita y bañada en una salsa o caldillo. En algunas recetas se agrega harina para espesar, y se condimenta con cilantro, epazote o pimienta.
Hay tortitas de pollo deshebrado, camarones, nopales, calabacitas, etc. Este ingrediente principal se suele cortar en tiras, picar, deshebrar o moler, ya que así se pueden moldear mejor. Algunas tortitas típicas incluyen ralladura de zanahoria, ejotes, papas, brócoli, coliflor, plátano, huauzontles o flores como colorín o izote. Las tortitas de papa utilizan una masa de papa cocida que se mezcla con la harina de trigo y el huevo. El diámetro de una tortita es de aproximadamente entre 5 cm y 12 cm. Las tortitas de camarón molido son tradicionales de Semana Santa, que se bañan en mole y se acompañan con romeritos o nopales. 
Una vez moldeadas, las tortitas se fríen en manteca o aceite. Si no se desean freír, se pueden preparar a la plancha, lo que les da otra textura. Las tortitas se acostumbran servir en un caldillo o salsa de jitomate, o bien en salsa verde de tomate, y si se desea picante, se suelen agregar a la salsa chile guajillo, ancho o pasilla.
Asimismo, existen las tortitas dulces, como las tortitas de yuca de Tabasco, entre otras preparaciones de este tipo. Entre los mayas son tradicionales las tortitas de papa con queso seco o fresco (jok'in saqwäch).
Las primeras recetas escritas sobre tortitas se pueden encontrar en los recetarios mexicanos del siglo XIX, como El cocinero mexicano (anónimo, 1831) o Nuevo y sencillo arte de cocina (de Antonia Carrillo, 1836). En el primero, se ofrecen hasta treinta y seis recetas de tortas, entre las cuales: de arroz, sesos, camarones, coliflor, ostiones, ahuautles, etc. En el segundo se ofrecen once recetas de tortitas: de lengua de ternera, de bacalao, camarón, arroz, coliflor, zanahoria, etc.